# 不規則抗体
不規則抗体（ふきそくこうたい）とは赤血球に対する抗体のうちABO式血液型の抗A抗体、抗B抗体以外の抗体をしめす。P1抗体などが有名である。抗A抗体、抗B抗体は先天的にもつ抗体として存在自体が免疫学の謎のひとつになっているが不規則抗体は後天的に生じるものである。
臨床的意義のあるものとないものがある。なければ適合血を選択する必要はない。

## 不規則抗体の種類
Rh系
輸血や妊娠で発生する免疫抗体。主に免疫原性の順にD、E、c、C、eの5種があり、量的効果を持つ。間接抗グロブリン法で検出される。また、酵素法で強化される。
遅発性輸血副作用(DHTR)、新生児溶血性疾患(HDN)の発生要因。
抗D 適合率0.5% 臨床的意義あり
抗E 適合率50% 臨床的意義あり
抗c 適合率12% 臨床的意義あり
抗C 適合率44% 臨床的意義あり
抗e 適合率9% 臨床的意義あり
Kell系
輸血や妊娠で発生する免疫抗体。間接抗グロブリン法でのみ検出される。塩酸グリシン／EDTA処理で破壊される。
遅発性輸血副作用(DHTR)、新生児溶血性疾患(HDN)の発生要因。
抗K 適合率99.9% 臨床的意義あり
抗k 適合率0.01% 臨床的意義あり
Duffy系
輸血や妊娠で発生する免疫抗体。量的効果を持つ。間接抗グロブリン法で検出される。また、酵素法で検出されない。
遅発性輸血副作用(DHTR)、新生児溶血性疾患(HDN)の発生要因。これに対する抗原が無いと、マラリア感染に対する抵抗性を持つ。
抗Duffya 適合率1% 臨床的意義あり
抗Duffyb 適合率80% 臨床的意義あり
Kidd系
輸血や妊娠で発生する免疫抗体。量的効果を持つ。間接抗グロブリン法で検出される。また、酵素法で強化される。
遅発性輸血副作用(DHTR)、新生児溶血性疾患(HDN)の発生要因。これに対する抗原が無いと、赤血球が尿素に対する抵抗性を持つ。
抗Kidda 適合率27% 臨床的意義あり
抗Kiddb 適合率23% 臨床的意義あり
MNSs系
輸血や妊娠で発生する免疫抗体。量的効果を持つ。生食法、間接抗グロブリン法で検出される。また、酵素法で検出されない。
遅発性輸血副作用(DHTR)、新生児溶血性疾患(HDN)の発生要因。
抗M 適合率22% 臨床的意義はまれ(37度で反応しない場合は臨床的意義はないが、37度反応性の場合は臨床的意義あり)
抗N 適合率28% 臨床的意義なし
抗S 適合率89% 臨床的意義あり
抗s 適合率0.3% 臨床的意義あり
Lewis系
自然発生する自然抗体。生食法、間接抗グロブリン法で検出される。また、酵素法で強化される。
市販の中和試薬(型物質)で中和し、検出されないようにできる。これを利用し同定することができる。
遅発性輸血副作用(DHTR)の発生要因。新生児には抗原が無いので新生児溶血性疾患(HDN)は起きない。
抗Lewisa 適合率78% 臨床的意義はまれ(37度で反応しない場合は臨床的意義はないが、37度反応性の場合は臨床的意義あり)
補体と結合して溶血を起こす。
抗Lewisb 適合率32% 臨床的意義なし
P系
自然発生する自然抗体。生食法、間接抗グロブリン法で検出される。
遅発性輸血副作用(DHTR)、新生児溶血性疾患(HDN)の発生要因。
抗P1 適合率65% 臨床的意義なし
市販の中和試薬(型物質)で中和し、検出されないようにできる。これを利用し同定することができる。
抗P 適合率0.01%以下 臨床的意義あり 補体と結合して溶血を起こす。
抗Tja(PP1Pk) 適合率0.01%以下 臨床的意義あり 補体と結合して溶血を起こす。
Diego系
輸血や妊娠で発生する免疫抗体。間接抗グロブリン法で検出される。
遅発性輸血副作用(DHTR)、新生児溶血性疾患(HDN)の発生要因。
抗Dia 適合率90% 臨床的意義あり
抗Dib 適合率0.2% 臨床的意義あり
Xg系
輸血や妊娠で発生する免疫抗体。間接抗グロブリン法で検出される。また、酵素法で検出されない。適合率20% 臨床的意義なし
Jra系
輸血や妊娠で発生する免疫抗体。間接抗グロブリン法で検出される。
遅発性輸血副作用(DHTR)、新生児溶血性疾患(HDN)の発生要因。
4つのHTLA（高力価低凝集力抗体）の代表格。
適合率0.03% 臨床的意義あり
Bg系
HLAに関連する抗体。間接抗グロブリン法で検出される。適合率86% 臨床的意義なし クロロキン処理で破壊される。
I系
通常、寒冷凝集素と呼ばれる抗体。生食法で検出される。適合率99% 臨床的意義なし
だが、中にはアロ抗体として臨床的意義のあるものがあり、この場合は適合率0.01%以下
市販の中和試薬(型物質)で中和し、検出されないようにできる。これを利用し同定することができる。

## 高頻度抗原に対する抗体
どのような血球に対しても反応してしまう抗体があり、これらは「高頻度抗原に対する抗体」という。
溶血を起こすものと起こさないものがあり、この区別は重要である。
溶血を起こす抗体（臨床的意義あり）
抗H、抗Tja(PP1PK)、抗Dib、抗Rh17(Hro抗体。D-—患者が持つ)、抗Rh29(Rhnull患者が持つ)、抗k、抗kpb、抗Jsb、抗Ku(Ko)
溶血を起こさない抗体（臨床的意義なし）
抗JMH、抗Ch(Chido)、抗Rg(Rodgers)などがあるが臨床的意義はなく、これらは酵素法で破壊される。またこの3つは抗Jraと並びHTLA(高力価低凝集力抗体)と呼ばれる。

## 不規則抗体検査
輸血検査の中でも不規則抗体を確定するのに非常に重要である。
生理食塩液法(生食法)
単純に患者の血清と血球試薬を混ぜ、凝集するか見る。
交差適合試験におけるABO不適合や、IgM系の低温反応性抗体の検出に適している。
酵素法(パパイン、フィシン、ブロメリン法)
酵素で血球表面のシアル酸を溶かしてから患者の血清と混ぜ、IgG抗体で凝集するか見る。
一段法と二段法があり、後者の方が感度はいいが手間がかかる。
Duffy、MNSs、Xg、その他JMH、Ch、Rg系は酵素で抗原も溶けてしまい検出できない。
逆にRh、Kiddは強化される。
アルブミン法
アルブミンの荷電を利用して、患者の血清中IgG抗体と血球試薬が凝集するか見る。
間接クームス試験(抗グロブリン法)
臨床的意義のある、37度反応性のIgG抗体の検出にもっとも適している。
反応増強剤にPEGやLISS（低イオン溶液）を使う。
これらの検査は主に「試験管法」で行われてきたが、近年は「カラム法」による検査が主流となってきている。
また、同定には患者血球の抗原タイピングや、複合抗体の場合、その片方を抗原陽性血球で吸着解離するのも有効。

## カラム法
抗原抗体反応を試験管内でなくガラスビーズやデキストランゲルが封入されたカラム内で行う。
これらのフィルター効果によって凝集塊はトラップされ、陽性と判定される。
また、比重別では赤血球1．09、抗グロブリン試薬は1．05 血清1．03なので、抗グロブリン試薬が赤血球と血清の中間比重となっている。遠心により比重の大きい赤血球は抗グロブリン試薬を通過し、比重の小さい血清は抗グロブリン試薬の上部に留まる。そのため抗グロブリン試薬は血清中の遊離抗体により中和されないため洗浄操作は不要。これを比重勾配分離法という。
これにより自動化、標準化、省力化ができるが、コストはやや高く、ウラ試験がやや弱いという欠点もある。